# Kraftwerk Delimara
Das Kraftwerk Delimara (englisch Delimara Power Station) liegt bei Marsaxlokk im Südosten von Malta und ist das neueste Kraftwerk Maltas.

## Geschichte
Das Kraftwerk wurde im Jahr 1992 in Betrieb genommen.
Da die Technik des Kraftwerks Marsa veraltet ist, wurde im Vorfeld von Maltas EU-Beitritt diskutiert, die Anlage abzuschalten. Es wurde stattdessen ein Teil der Stromproduktion in das modernere Kraftwerk Delimara verlagert und die EU-Grenzwerte für Emissionen konnten somit erreicht werden. Allerdings entsprachen die Feinstaubemissionen beider Anlagen noch nicht dem EU-Standard.
Im September 2008 wurde bei einer Routinekontrolle festgestellt, dass eine kleine Menge Wasser und Heizöl ausgelaufen war. Die Höhe der Ölbelastung lag bei minimal zehn Kubikmetern Heizöl. Weder die Umwelt noch das Kraftwerk oder dessen Personal trugen dabei Schäden davon, die zuständigen Behörden wurden jedoch trotzdem sofort informiert.

## Kraftwerksaufbau und Daten

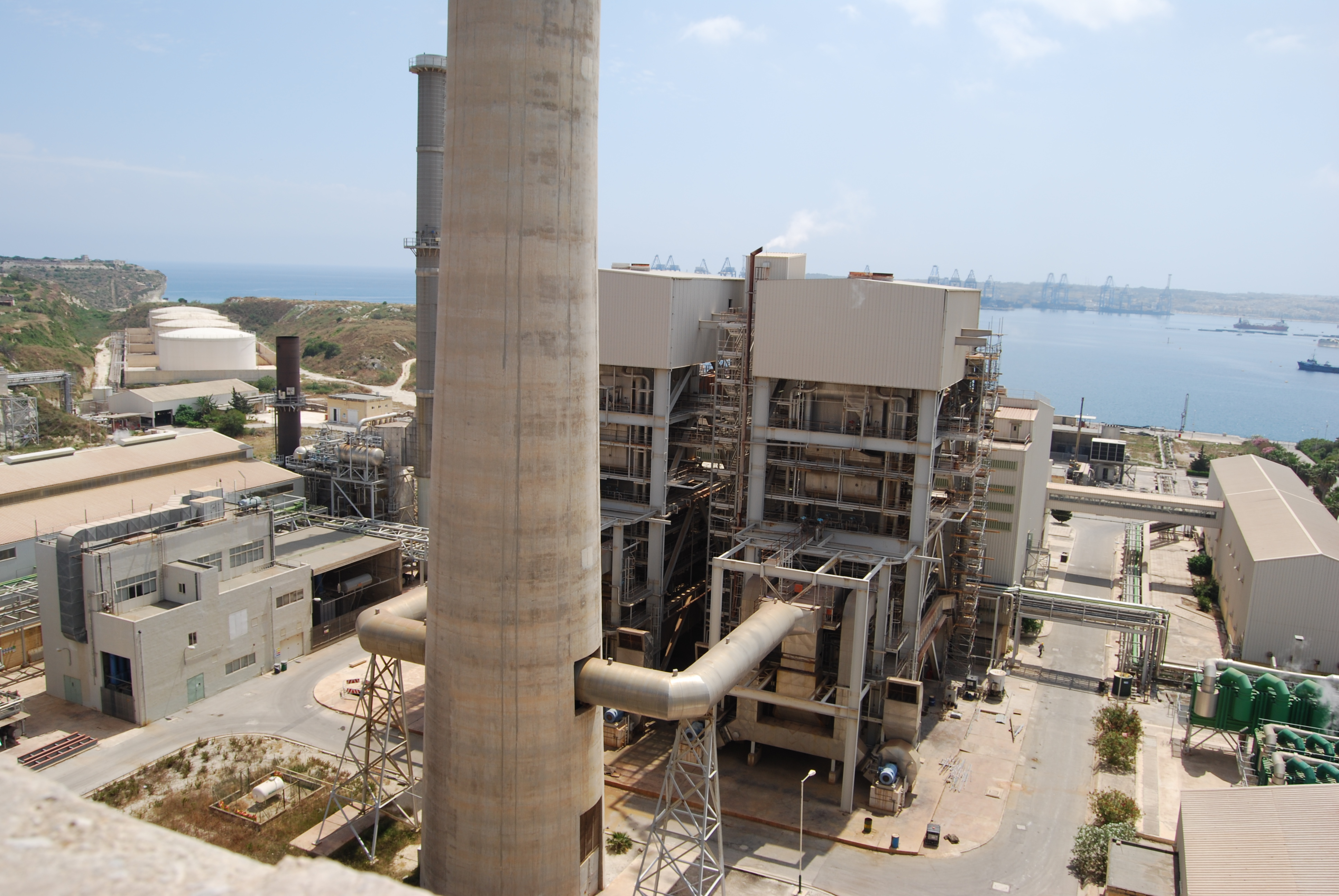
In der Bildmitte die beiden Dampfkessel, im Vordergrund der Schornstein, direkt links daneben der Abgaskamin der Gasturbine, links im Hintergrund die Öltanks

Die Leistung des Kraftwerks beträgt insgesamt 304 MW. Es sind zwei mit Heizöl befeuerte Dampfkraftwerksblöcke mit einer elektrischen Leistung von je 60 MW seit 1992 in Betrieb. Das Heizöl hat einen Schwefelgehalt von 1 %. Seit dem Jahr 1994 sind außerdem zwei Gasturbinenkraftwerke mit einer Leistung von je 37 MW in Betrieb.
Die gesamten Kohlendioxid-Emissionen des Kraftwerks im Jahr 2006 betrugen 810.477 Tonnen.
Der Kamin des Kraftwerks ist 150 Meter hoch. Er ist das höchste Bauwerk in Malta.
Die Enemalta wollte das Kraftwerk Marsa bis Ende 2010 erweitern, rechnete jedoch erst für Mitte 2012 mit einer Inbetriebnahme der Erweiterung.
Sechs Umweltorganisationen reagierten negativ auf die Ankündigung der Regierung, dass die geplante Erweiterung der Anlage mit schwerem Heizöl betrieben werden soll.
Im Sommer 2016 wurde die bestehende Anlage um drei Gas- und Dampf-Kombikraftwerk-Blöcke mit insgesamt 200 MW Leistung erweitert. Diese von Siemens gelieferten Blöcke werden mit flüssigem Erdgas befeuert.